# Haute-Avesnes
Haute-Avesnes  é uma comuna francesa na região administrativa de Altos da França, no departamento de Pas-de-Calais.